# Juvabiona
La juvabiona, históricamente conocida como factor de papel, es el éster metílico del ácido todomatuico. Ambos son sesquiterpenoides (C15) que se encuentran en la madera de los abetos verdaderos del género Abies. Estos compuestos ocurren de manera natural como parte de una mezcla de sesquiterpenos basados en la estructura de bisabolano. Los sesquiterpenos de esta familia son conocidos como análogos de la hormona juvenil de insectos (IJHA, por sus siglas en inglés) debido a su capacidad para imitar la actividad juvenil, inhibiendo la reproducción y el crecimiento de los insectos. Estos compuestos desempeñan un papel importante en las coníferas como una segunda línea de defensa contra el trauma inducido por insectos y patógenos fúngicos.